# Znak Smoka
Znak Smoka (ang. Double Dragon) – amerykański film fantasy z 1994 roku powstały na podstawie gry Double Dragon.

## Obsada
- Scott Wolf – Billy Lee
- Alyssa Milano – Marian Delario
- Mark Dacascos – Jimmy Lee
- Robert Patrick – Koga Shuko/Guisman

## Fabuła
Południowa Kalifornia roku 2007. Po wielkim trzęsieniu ziemi Los Angeles pogrążone jest w oceanie, a nowe miasto New Angeles, zrujnowane i zanieczyszczone, opanowały gangi wyrzutków i przestępców. Dwóch braci wchodzi w posiadanie połówki tajemniczego talizmanu. Drugą część ma demoniczny Kogi Shuko, który dzięki niej może wnikać w ciała innych ludzi i kontrolować ich umysły. Całość natomiast umożliwiłaby mu totalne panowanie nad światem. Za wszelką cenę chce, więc zdobyć brakującą połowę.